# Euphaea yayeyamana
Euphaea yayeyamana – gatunek ważki z rodziny Euphaeidae. Jest endemitem należących do Japonii Wysp Yaeyama (na południowo-zachodnim krańcu archipelagu Riukiu); stwierdzono go na wyspach Iriomote i Ishigaki.